# 胡軒
胡軒（1470年—？），字士榮，浙江紹興府餘姚縣人，軍籍，明朝政治人物。

## 生平
弘治十四年（1501年）辛酉科浙江鄉試第三十九名舉人。弘治十五年（1502年）聯捷壬戌科會試第一百三十五名，二甲第二十六名進士。歷官德庆、澤州知州，升延平府同知，遷饒州府知府。升两淮盐运使、河南参政。

## 家族
曾祖胡達；祖父胡禮；父胡楷，母孫氏。慈侍下。弟辕、範、輔。